# Bitínia e Ponto
Ponto (em latim: Pontus), posteriormente Bitínia e Ponto (Bithynia et Pontus) foi uma província romana situada no norte na região homónima da Ásia Menor, ao longo do Mar Euxino ou mar Negro. Antes do século I d.C., este nome era aplicado àquela parte do norte da Ásia Menor às margens do Ponto Euxino, como tal mar era então chamado. A região geográfica do Ponto ia desde o curso inferior do rio Hális, ao oeste (perto da Bitínia), em direção ao Leste, ao longo da costa, até o limite sudeste do mar. Ao longo da fértil linha costeira, o clima é quente no verão e moderado no inverno. O interior forma o canto noroeste do planalto central, interrompido por muitos vales fluviais, onde se cultivavam cereais. As encostas dos montes eram cobertas de florestas, e produziam madeira para a fabricação de navios.

## História
Ao longo da costa, sentia-se a influência das colônias gregas, mas o povo do interior tinha vínculos íntimos com a Armênia, ao Este. Depois de ter estado sob influência persa por algum tempo, o Reino do Ponto foi estabelecido no século IV a.C. Houve uma sucessão de reis chamados de Mitrídates, e desenvolveram-se fortes ligações com o Império Romano. Contudo, Mitrídates VI Eupátor desafiou o poder romano e expandiu grandemente seu reino. Depois duma série de guerras, os romanos sob comando do General Pompeu derrotaram-no por volta de 66 a.C.. Grande parte do território do ex-Reino do Ponto foi então unida à Bitínia, ao Oeste, numa província combinada chamada de Bitínia e Ponto. Mas a parte oriental foi acrescentada à província da Galácia (ou Ponto Gálata). Mais tarde, parte dessa região oriental foi dada a Polemão, cerca de 36 a.C., para formar parte do Reino do Ponto Polemoníaco. Assim, no século I d.C., o termo "Ponto" se referia, quer à inteira área geográfica ao longo da costa, quer àquela parte que se encontrava na combinada província de Bitínia e Ponto, ou até mesmo à secção oriental que se tornara parte da Galácia e do Reino de Polemão.

## Cristianismo na província
A província do Ponto é citada em diversos escritos cristãos. Filo, escritor judeu do século I d.C., disse que os judeus se haviam espalhado a toda parte do Ponto. A Bíblia relata que judeus da província do Ponto estavam presentes em Jerusalém na festa do Pentecostes (Atos 2:9) e, cerca de trinta anos depois, o apóstolo Pedro dirigiu a sua 1.ª epístola canônica (cerca de 62—64 d.C.) aos "residentes temporários espalhados por Ponto", e outras partes da Ásia Menor (I Pedro 1:1). Em Atos, Lucas narra que um judeu de nome Áquila, natural do Ponto, teria viajado para Roma, e daí veio estabelecer-se na cidade grega de Corinto, onde conheceu pessoalmente o apóstolo Paulo (Atos 18:1–2)

## Eventos posteriores
Durante o governo do imperador Diocleciano (293), a região foi dividida em três províncias integradas na recém criada Diocese do Ponto, governada por um vigário.
Em 395, a província do Ponto passou para o controle do Império Bizantino. No século XIII, foi estabelecido o Império de Trebizonda, que cobria grande parte do território do Ponto. Em 1461, sob o governo de David, a região foi conquistada pelos turcos otomanos.